# Juan B. Barra
Juan B. Barra fue un militar y político peruano. Participó en la Guerra del Pacífico. 
Fue elegido diputado suplente por la provincia de Cotabambas entre 1868 y 1871 durante el gobierno de José Balta.
El 22 de marzo de 1880 participó en la Batalla de Los Ángeles como teniente coronel del Batallón Canchis, uno de los cuatro batallones cusqueños que participaron en la campaña de Tacna y Arica.